# História da Região Sul do Brasil

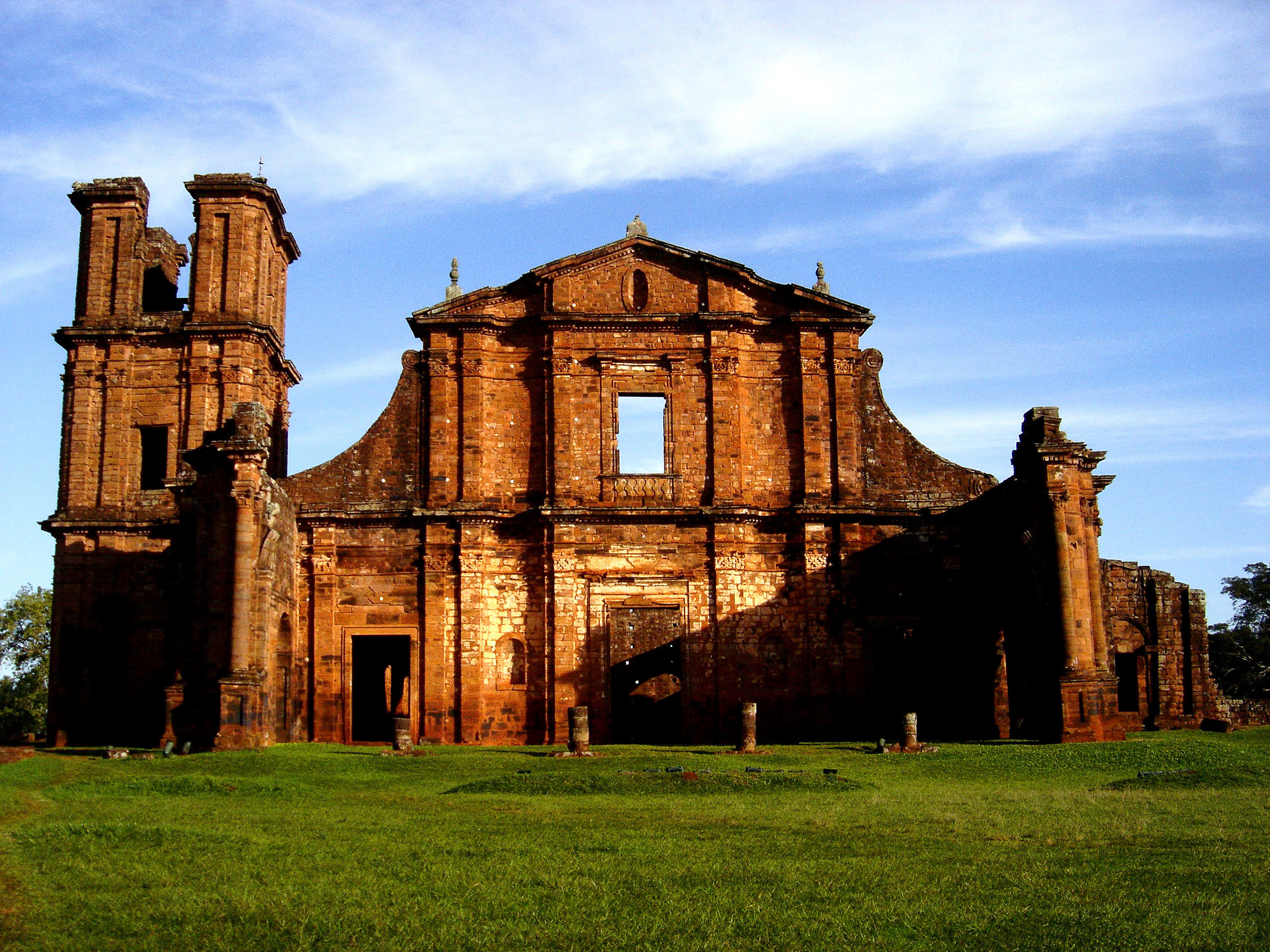
Ruinas de São Miguel das Missões

Os primeiros e milenares habitantes que viviam na Região Sul do Brasil foram os povos ameríndios naturais da terra, principalmente os guaranis (mbyás), os kaingangs, os carijós e os charruas.
Posteriormente, a vinda dos padres espanhóis da Companhia de Jesus objetivou a catequização dos indígenas e a dominação da terra. Os padres jesuítas foram os fundadores das aldeias que se chamavam missões ou reduções. Os indígenas, além de habitantes das missões, eram criadores de gado, ou seja, dedicavam-se à pecuária, eram agricultores e aprendizes de ofícios.
Os bandeirantes vindos da Capitania de São Paulo realizaram ataques às missões objetivando o aprisionamento de indígenas. Por essa razão, os padres da Companhia de Jesus e os indígenas fugiram do local, abandonando o gado pelos campos. Pouco a pouco, houve a fixação de uma grande leva de paulistas no litoral de Santa Catarina. Eles foram os fundadores das mais antigas vilas no litoral.
Os paulistas também tiveram interesse pelo comércio do gado. Os tropeiros, isto é, os que comerciavam gado, faziam a reunião do gado que se espalhava pelos campos. Eles conduziam em tropas as mulas, os cavalos e o gado franqueiro para a venda nas feiras de gado que ocorriam em Sorocaba. No caminho de passagem das tropas houve o surgimento dos povoados e certos povoados foram transformados em cidades. Os tropeiros também foram os organizadores das mais antigas estâncias, ou seja, fazendas onde se cria de gado.
Para promover a defesa das estâncias que os tropeiros criaram, o governo português ordenou a construção de fortes militares na região. Nos arredores dos fortes houve o surgimento de povoados como a atual cidade gaúcha de Bagé. Há muito tempo, os portugueses e os espanhóis entraram na luta para se empossarem das terras do Sul. As brigas foram continuadas e somente foram solucionadas com os tratados assinados. Os limites das terras que se localizam no sul do Brasil foram determinados pela assinatura de tratados.
O grande crescimento da população da região Sul ocorreu depois que os imigrantes chegaram da Europa.[carece de fontes?] Os primeiros que imigraram para o Sul do Brasil foram os açorianos. Após a imigração dos açorianos, houve a vinda em especial dos alemães (1824, São Leopoldo, Rio Grande do Sul), e dos italianos (1875). Outros grupos (árabes, poloneses e japoneses) também estiveram à procura da região para fazer dela sua morada. Os imigrantes foram os fundadores de colônias que foram transformadas em cidades de importância como Caxias do Sul.
As terras que ficam no norte e oeste do Paraná e no oeste de Santa Catarina foram as últimas regiões que os brasileiros povoaram. O povoamento do Norte do Paraná ocorreu com as colônias agrícolas criadas sob financiamento de uma companhia fundada na Inglaterra. A vinda de pessoas de outros Estados do Brasil e de mais de 40 países para a região objetivou o trabalho de colonos para plantar café e cereais. No oeste catarinense, foi desenvolvida a pecuária, além de serem exploradas a erva-mate e a madeira.

## Visão geral
A Região Sul do Brasil, ao contrário do Nordeste e do Sudeste, esteve muito tempo fora do alcance dos interesses de Portugal em virtude de fatores diversos, entre os quais a posição geográfica no litoral das terras lusitanas no continente americano, posição que a tornava distante das células iniciais da colonização e, portanto, afastada do eixo econômico estabelecido entre o Brasil e a Metrópole. Processou-se o desenvolvimento do Brasil nordeste com base na indústria açucareira e na mineração, mas o sul, embora em parte já desbravado, chegou ao século XX praticamente despovoado.
O povoamento que se processou até a metade do século XIX resultou em uma ocupação pouco expressiva, constituída por uma população rural muito rarefeita. Essa população tinha como principais atividades econômicas a criação de gado nos campos, o cultivo da cana-de-açúcar em certos pontos da faixa costeira, extrativismo vegetal de erva-mate e incipientes culturas temporárias nas orlas florestais. Era, ainda, um povoamento inicial. Foi a partir do século XIX e principalmente nos últimos 50 anos, em pleno século XX, que a ocupação humana evoluiu na marcha acelerada da qual sobreveio a ocupação permanente de toda a região.

## Fase inicial da Colonização Portuguesa
Principalmente no período inicial da ocupação portuguesa, os fatores fisiográficos se fizeram sentir de tal maneira que, graças a eles, se distinguem duas etapas na evolução efetuada: o povoamento do litoral e o do interior.
O povoamento inicial da área litorânea paranaense baseou-se na mineração praticada por antigos habitantes de São Vicente, chegados no começo do século XVII, e da qual resultou, em 1648,a fundação da vila de Paranaguá. Em 1654, a divulgação da existência de minas de prata na região levou ao povoamento de vários outros lugares ao sul de Paranaguá, tais como São Francisco do Sul (1658), ilha de Santa Catarina (1675), localidades nas quais a ocupação espanhola processada no século anterior quase não deixara vestígios e, por fim, Laguna (1676), povoações que foram, respectivamente, nas épocas em que surgiram, as mais avançadas da costa meridional e os núcleos básicos do povoamento catarinense.
A divulgação destas riquezas minerais — prata que não existia e ouro de lavagem, logo esgotado — não só atraiu os portugueses para o trecho litorâneo como os levou a procurar realizar o plano de domíná-lo até o rio da Prata antes que os espanhóis novamente se estabelecessem em alguns portos desta faixa, garantindo a posse das minas que por ventura existissem e estendendo a fronteira sul ao estuário platino que consideravam como o limite natural do território brasileiro. Levando a cabo as suas pretensões, edificaram, em 1680, à margem esquerda do rio da Prata, não ocupada pelos castelhanos a Colônia do Sacramento.
Entre Laguna, até então a povoação mais avançada do litoral sul, e a Colônia do Sacramento foi aberto o caminho destinado, sobretudo, a atender ao comércio do gado. Nas idas e vindas, portugueses e lagunistas tornaram-se conhecedores da existência do grande rebanho de bovinos e caprinos que ali existia à solta e aproveitaram-no. Surgiram os currais de preia e depois as invernadas que assinalaram a ocupação temporária da região, na qual não havia núcleo de povoamento. Afinal, em 1733, habitantes de Laguna deslocaram-se para lá, fixando-se em estâncias nas restingas entre o mar e as lagoas. Laguna foi, em fins do século XVII, o ponto de apoio da ocupação brasileira no Sul. Dela partiram os elementos que se estabeleceram no litoral rio-grandense. Seus habitantes abriram os caminhos terrestres para as Missões e outros que completaram as ligações de São Paulo ao Rio Grande do Sul.
O primeiro embrião de núcleo urbano surgiu quatro anos depois, quando, o governo português ordenou, a fundação de um forte que teria como objetivo a posse oficial e efetiva do Rio Grande do Sul e a defesa desta parte do litoral compreendida entre Laguna e a Colônia do Sacramento. Foi o forte Jesus Maria José (1737) erguido à margem do canal sangradouro. da Lagoa dos Patos. Em tomo dele formou-se o núcleo original da primeira vila instalada no Estado, Rio Grande de São Pedro (1751), hoje cidade do Rio Grande.
Após a fundação do forte, foram concedidas sesmarias até Santa Vitória do Palmar, cujos proprietários se dedicaram especialmente à criação de gado o segundo núcleo populacional foi São José do Norte (1763); nasceu quando os espanhóis bloquearam a Colônia do Sacramento e atacaram a vila de Rio Grande de São Pedro cujos habitantes fugiram para Laguna, Rio de Janeiro e alguns para o outro lado do canal, onde fizeram florescer São José do Norte.
Estes núcleos esparsos existentes não só na costa gaúcha mas também na catarinense, não constituíam garantia para manter a posse destas áreas próximas à fronteira e ameaçadas de agressão externa. Tal fato levou o governo português a introduzir aí, em 1748, o sistema de colonização com "casais açorianos" a fim de completar a ocupação, estabelecendo um povoamento contínuo de Santa Catarina ao Rio Grande do Sul.
Levando em conta a questão de defesa, a localização dos açorianos foi estratégica, fazendo-se em pontos espaçados do caminho litorâneo. Em Santa Catarina estabeleceram-se em dois trechos: ilha de Santa Catarina - área continental fronteira a ela (núcleos São Miguel, São José e Enseada do Brito) e em tomo de Laguna (núcleos Vila Nova e Campos de Santa Maria). No Rio Grande do Sul não se limitaram ao litoral (Rio Grande, Estreito, Mostardas, Conceição do Arroio - atual Osório), estabeleceram-se, também, em núcleos ao longo da Depressão Central (Viamão, Morro de Santana, Porto Alegre, Taquari e Rio Pardo).
O objetivo do governo era a utilização do braço açoriano na agricultura, não só pelo fato de até então a atividade quase exclusiva da região ser a criação de gado, responsável pela rarefação da sua população, mas sobretudo pelo interesse de prender o homem à terra, contribuindo para reforçar a ocupação do litoral e acelerando o adensamento demográfico. O êxito não foi total.
No litoral rio-grandense a agricultura iniciada pelos açorianos não evoluiu com o correr dos anos. As terras fracas intercaladas por lagoas seriam naturalmente desprezadas por outras mais férteis do interior do Estado. Como as condições geográficas da zona não sofreram transformação e a criação de gado continuou a ser a sua maior riqueza, até hoje é a menos povoada do Estado.
Em Santa Catarina, embora o litoral oferecesse melhores condições, os ilhéus limitaram-se a plantar para sua subsistência, preferindo concentrar-se nas vilas e povoados que logo se desenvolveram. Ao contrário do que sucedeu no Rio Grande do Sul, a área costeira catarinense receberia, posteriormente, imigrantes europeus e evoluiria de modo bem significativo.
O povoamento do litoral caracterizou-se, em resumo, por se haver prendido bastante à influência dos fatores naturais pouco propícios, do que resultou ocupação inexpressiva em relação às demais zonas do Brasil Meridional, excetuando-se a faixa correspondente a Santa Catarina, onde as condições foram favoráveis ao estabelecimento da população, e alguns trechos isolados
dos outros Estados. Quanto ao povoamento, o interior, teve como base a criação de gado.
Foram os jesuítas espanhóis, os precursores da ocupação do Planalto Ocidental e os responsáveis pela introdução e difusão do gado no sertão sulino. Em 1609 partiram eles de Assunção, no Paraguai, e alcançaram o oeste paranaense onde, no mesmo ano, fundaram a República do Guairá, composta por várias reduções. Embora o objetivo dos padres fosse a catequese, trataram também da disciplinação do elemento nativo numa diretriz econômica, desenvolvendo a agricultura, a pecuária e a exploração de madeira. Sabedores da existência e do progresso destas Missões, os Bandeirantes para lá se dirigiram com a intenção de realizar mais facilmente o apresamento dos índios já agrupados e acostumados ao trabalho. As reduções foram destruídas, grande número de indígenas conduzido para São Paulo e os que escaparam, levados pelos jesuítas para o Rio Grande do Sul onde, além das seis Missões que fundaram na parte central do Estado - Tape entre os rios Ibícuí e Jacuí - iniciaram dez outras na área correspondente ao atual noroeste do Rio Grande do Sul e ao território argentino de Misiones. O ataque a estas Missões não tardou. Antes de se retirarem das de Tape, os missionários soltaram o seu gado que se dispersou pelos campos ao sul da bacia do rio Camaquã, área que se tornou conhecida como Vacaria do Mar.
Decorridos mais de 50 anos, os jesuítas retomaram ao Rio Grande do Sul, aldeiando os indígenas em menor número de reduções, nas quais eles foram armados e treinados para a defesa contra as incursões dos Bandeirantes. Foram os Sete Povos das Missões Orientais do Uruguai.
O gado deixado pelos Inacianos na Vacaria do Mar iria originar o rebanho da Campanha Gaúcha. Ele era constantemente requestado por espanhóis vindos do sul, o que levou os padres, após seu regresso, a salvar as cabeças restantes, reunindo-as em outra vacaria em local mais protegido, a nordeste do Rio Grande do Sul. Foi esta a origem da Vacaria dos Pinhais, assim denominada por se tratar de zona de Campos, cercada de Mata de Araucária.
Esse fato, aparentemente sem grande importância, foi a verdadeira base do povoamento da região, pois estabeleceu-se o comércio entre Laguna e as vacarias e depois entre elas e São Paulo, tornando conhecida a vasta zona dos Campos meridionais.
Quando os lagunistas souberam da existência da Vacaria dos Pinhais, para lá rumaram, abrindo o caminho que atravessava a encosta da Serra Geral entre Santo Antônio da Patrulha e São Francisco de Paula e alcançava os referidos Campos, assenhoreando-se da região após expulsarem jesuítas e indígenas. Santo Antônio da Patrulha e São Francisco de Paula seriam os embriões das atuais cidades do mesmo nome.
Enquanto isto se passava no extremo sul do território nacional, a descoberta da riqueza aurífera de algumas áreas do rio das Velhas, do rio Doce, do rio das Mortes e do Jequitinhonha atraíra a atenção de todo o País e determinou o deslocamento de verdadeira massa de exploradores para as "Minas Gerais". O abastecimento destas áreas provinha, em geral, da marinha, por onde também se escoava a produção das minas.
No início, a falta de animais de carga, de tração e mesmo de sela era quase absoluta em Minas Gerais e em São Paulo. O índio e o negro escravizados e o mameluco assalariado é que se constituíam nos meios de transporte usuais.
O relevo acidentado entre o litoral e as "Minas Gerais", fosse pelo caminho inicial através de São Paulo ou depois pelo caminho aberto por Garcia Rodrigues Pais, ligando diretamente a região da mineração ao Rio de Janeiro, não permitia o uso de carroças ou carros de bois; a solução seria o uso de animais de carga, escassos em São Paulo, Minas Gerais, Mato Grosso e Goiás, Por este motivo, os paulistas, que até então haviam incursionado pelo sul em demanda das reduções jesuíticas para prear índios, resolveram alcançar os campos rio-grandenses a fim de obter aqueles animais lá encontrados em abundância, que venderiam facilmente e por alto preço nas áreas de mineração. Surgiu, assim, o famoso "caminho do sul", entre Sorocaba e Viamão, caminho que seria o marco inicial do povoamento da vasta zona dos campos meridionais, juntamente com o que já se estabelecera ligando Laguna às vacarias.
O novo caminho se estendia através dos Campos; as Matas eram cortadas somente em certos trechos inevitáveis pelo fato de serem de mais difícil acesso e pela presença dos indígenas.
Às margens do caminho, nas áreas campestres, surgiram os primeiros estabelecimentos nos quais se fazia o tratamento do gado, muitos dos quais seriam futuros núcleos urbanos, como, entre outros, a cidade de Bom Jesus (RS) e depois sesmarias onde se fixaram criadores. Nas matas originaram-se pousos que evoluíam, passando a formar o povoado, a vila e, por fim, a cidade.
Com a abertura do novo caminho, Laguna perdeu a invejável posição de ponto obrigatório de passagem para o sul e principal centro do extremo meridional do País. Curitiba sobrepujou-a realizando aquele papel de convergência e teve seu povoamento iniciado por elementos procedentes de Paranaguá que, buscando novas jazidas auríferas, alcançaram o Planalto.
O arraial de Curitiba aparece oficialmente pela primeira vez quando Eleodoro Ébano Pereira, lá chegado em 1645, o assinalou no mapa em que representou os Campos de Curitiba; todavia, sabe-se que ele não data desta época; já tinha cerca de 20 anos. A mineração foi a atividade inicial de seus habitantes; a partir de 1668 introduziu-se a criação de gado. Os rebanhos eram pequenos porque, em virtude do isolamento em que se encontrava, Curitiba não mantinha relações comerciais com outros centros do País. A situação melhorou quando seus moradores atingiram os Campos Gerais através da Mata de Araucária correspondente à zona de Campo Largo, devassada pelos exploradores de ouro, e passaram a levar gado para vender em São Paulo: o entanto, o grande incremento da criação de gado dar-se-ia após a abertura do "caminho do sul", quando Curitiba se tornou "registro". À medida que se comprovaram os lucros de negócios de gado, processou-se a transformação econômica dos campos de Curitíba, aos poucos, mineradores se fizeram tropeiros, invernistas e criadores. Da necessidade de subsistência surgiu a agricultura; praticou-se, ainda, a extração da erva-mate no extremo oriental desses Campos, onde já aparece a mata que cobre a serra.
A ocupação do Planalto Meridional propiciada pelo "caminho do sul" fez-se sobretudo com paulistas, organizados em Bandeiras, diversas das anteriores, por serem colonizadoras. Desbravaram os sertões do Paraná e de Santa Catarina e alcançaram o Rio Grande do Sul. Os lagunenses limitaram-se às áreas que ocuparam: costa gaúcha, campos de Viamão e de Vacaria.
O povoamento dos Campos Gerais começou nos primeiros anos do século XVIII com criadores de gado vindos dos campos de Curitiba, mas expandiuse graças às investidas paulistas em direção ao sul, que os transformaram na via natural para atingir a campanha río-grandense, constituindo, portanto, parte do famoso "caminho do sul". A intensa circulação que se processou acarretou o estabelecimento de uma série de pousas de tropas, dispostos em distâncias regulares ao longo dos Campos Gerais, tais como Jaguariaíva, Furnas (atual Piraí do Sul), Iapó (Castro), Ponta Grossa, Palmeira, Campo do Tenente e Vila do Príncipe (Lapa).
Depois desses campos, após transpor o rio Negro, o caminho atravessava um trecho ocupado por mata de araucária até alcançar os campos de Lajes.
Nesse percurso nasceria Capela da Mata que daria origem a Rio Negro (Paraná) e Mafra (Santa Catarina), cidades gêmeas separadas por aquele curso fluvial.
Os campos de Lajes estavam sob a jurisdição do Rio Grande e neles já se haviam estabelecido alguns povoadores esparsos, vindos de Vacaria, do litoral e mesmo de São Paulo, porém quando as Bandeiras povoadoras paulistas lá chegaram (1766) tiveram a missão de edificar uma povoação, o que realmente fizeram apesar dos protestos da província gaúcha. O povoado foi Nossa Senhora dos Prazeres de Lajes (1767); cresceu rapidamente, sendo, desde cedo, o centro da região. Ainda em Santa Catarina foram fundados nessa época outros núcleos que originaram povoados e cidades tais como Curitibanos, Ponte Alta e São Joaquim.
No Rio Grande do Sul, lagunenses e paulistas haviam ocupado os Campos da antiga Vacaria dos Pinhais, mas viviam dispersas. A cidade de Vacaria nasceria da necessidade que estes fazendeiros tinham de um centro onde pudessem adquirir artigos que precisavam. Foi também centro de romarias em honra a Nossa Senhora das Oliveiras, para cujo culto construíram, em 1761, uma capela em torno da qual se firmaria o povoado. Os campos de Guarapuava e de Palmas, por se acharem fora do percurso do "caminho do sul", já no oeste, foram os últimos a serem povoados. A descoberta oficial data de 1768; realizou-a uma Bandeira ordenada pelo governador da capitania de São Paulo.
A posse definitiva coube a outra Bandeira (1771), que encontrou resistência dos indígenas. O primeiro povoado, chamado Atalaia, surgiu em 1809 quando uma expedição colonizadora expulsou os índios.
Em 1819, os paulistas, em mais uma expedição oficial, escolheram novo Sítio no qual lançaram as bases para a instalação definitiva do núcleo que originaria Guarapuava, primeira vila do oeste do Paraná e atual cidade do mesmo nome.
De Guarapuava processou-se nova expansão dos criadores de gado, desta feita rumo aos campos de Palmas, conhecidos desde 1726 sob a denominação de "Campos de Biturunas", A ocupação verificou-se a partir de 1839-40 e firmou-se depois de 1845 quando foram abertas estradas ligando-os aos do Rio Grande do Sul. Graças a essas veredas, os campos de Guarapuava e de Palmas deixaram de ser simples complementos dos Gerais; organizou-se uma sociedade pastoril própria. Ainda graças a elas seriam ocupados os últimos Campos do Sul do País, quando alcançaram a zona de Passo Fundo. Sucedeu-se a irradiação de Passo Fundo para Cruz Alta, Palmeira, Soledade, Nonoai, Santo Ângelo e São Borja, este último já povoado por conquistadores oriundos de Porto Alegre. Complementou-se, com o povoamento da antiga zona das Missões jesuíticas, a ocupação dos Campos do Brasil Meridional.
O melhor aproveitamento dos enormes rebanhos propiciou, no início, a produção de couros e depois a indústria do charque, dando origem à cidade de Pelotas. O desempenho da pecuária no povoamento da Região Sul e mesmo no de todo o interior do Brasil foi extraordinário pela posse da maior parte do território nacional. Esta etapa do povoamento, que se convencionou denominar de inicial, teve resultados modestos: litoral escassamente povoado e interior com ocupação limitada, praticamente, às áreas campestres.

## Povoamento definitivo
O povoamento definitivo verificou-se graças à cultura do café, à colonização européia e à ação das Frentes Pioneiras. Papel semelhante a que exerceu no povoamento da terra bandeirante teria o café no norte do Paraná. Esta zona, por suas características fisiográficas, constitui a parte tropical da Região Sul, o que explica o transbordamento natural da cultura cafeeira paulista para ela, sua extraordinária expansão e êxito econômico.
Viu-se que foram os jesuítas os primeiros a se estabelecerem no norte paranaense (século XVII). Após a destruição das Missões, a zona ficou à margem das correntes povoadoras até 1855, quando o governo imperial houve por bem instalar a colônia militar de Jataí e, em seguida, os núcleos de São Pedro de Alcântara e de São Jerônimo da Serra. Jataí e São Pedro de Alcântara transformar-se-iam na atual cidade de Jataizinho; São Jerônimo daria origem a Araporangas. Estes núcleos não passaram de singelos povoados perdidos em pleno sertão até que, sob o impulso da onda cafeeira, a região seria definitivamente ocupada.
Em duas áreas distintas realizou-se a moderna ocupação da parte setentrional do Paraná. Na primeira, as penetrações fizeram-se pelos cursos superior e médio do rio Itararé, com elementos vindos das áreas paulistas de povoamento antigo; eram fazendeiros
plantadores de café. Lançaram as bases dos núcleos de Siqueira Campos (1862), a princípio denominado Colônia Mineira, de Santo Antônio da Platina (1866), de Venceslau Brás e de São José da Boa Vista (1867), de Carlópolis e de outros. Na segunda área, a do Terceiro Planalto, teve duas fases: a mais antiga, realizada no trecho entre os rios Itararé e Tibaji e a mais nova, do planalto do Tibaji às margens do Paraná. Na inicial assemelhou-se a uma invasão da vaga cafeeira paulista, processada através de Ourinhos, sobretudo depois que esta cidade foi alcançada pela Estrada de Ferro Sorocabana, em 1908. Floresceram Jacarezinho (1900), Cambará (1904), Bandeirantes (1921) e Cornélio Procópio (1924), mas vastas áreas permaneceram vazias, só posteriomente sendo ocupadas, inclusive com colonos japoneses (colônia de Açaí, 1931).
Na porção ocidental do Tibaji efetuou-se a maior obra de povoamento planejado do Brasil. Começou em 1919 com três glebas que o governo estadual cedeu a particulares; elas originaram as colônias "Primeiro de Maio" (1923), "Sertanópolis" (1924) e,  posteriomente, "Zacarias de Góis". Estes núcleos marcaram o início do povoamento da área; a sua ocupação intensiva data
de 1929 quando uma organização particular, a "Companhia de Terras Norte do Paraná", encarregou-se desta tarefa, planejando-a sob moderna orientação e executando-a com denodo. O empreendimento incluiu a construção de ferrovia e rodovias. Ao primeiro núcleo fundado, o de Londrina (1929), instalado em clareira aberta em plena mata, sucederam-se muitos outros, mesmo quando a companhia passou às mãos de capitalistas paulistas (1944), com o nome de "Companhia de Melhoramentos Norte do Paraná", de modo que, já em 1946, Maringá, a 127 quilômetros a oeste de Londrina, era centro pioneiro. Seguindo o exemplo da Companhia, o governo do Estado e mesmo particulares dedicaram-se ao povoamento das glebas vizinhas às daquela empresa. Entre as colônias oficiais ressaltaram-se Içara, Jaguapitã, Centenário e Paranavaí, entre as particulares, destacou-se Ibiporã.
Completou-se assim o povoamento do norte paranaense que se transformou, em poucas décadas, de área desabitada na mais próspera do Estado. Sua colonização, estreitamente ligada à expansão paulista e à jornada cafeeira, teve caráter diverso da efetuada no restante do Brasil Meridional. Não se tratou de colonização européia; a ocupação fez-se espontâneamente, com nacionais; os estrangeiros eram, em geral, colonos das fazendas de café.
Os núcleos de imigrantes de determinada nacionalidade são pouco numerosos. Até a metade do século XIX o povoamento da Região Sul abrangia, de modo geral, as áreas de Campo, como referido; a ocupação das Matas restringia-se aos trechos em que elas eram entremeadas com os Campos. Patenteando-se a necessidade de efetuar a posse destas zonas, o governo decidiu-se pela colonização com pequenos proprietários livres, dispostos à prática da agricultura. À iniciativa federal ou estadual aliou-se a particular e ambas levaram a colonização às áreas florestais, contribuindo para complementar o povoamento e estendê-lo em direção aos limites ocidentais, expansão esta que é um dos traços principais da história contemporânea do povoamento do Sul.
Os alemães foram os primeiros a chegar, estabelecendo-se na década de 20, em três colônias: São Leopoldo (RS), Rio Negro (PR) e São Pedro de Alcântara (SC).
São Leopoldo, a célula mater da colonização alemã, surgiu em 1824 no ponto onde terminava o último trecho florestal do "caminho do sul". Estendeu-se rapidamente pela encosta e logo progrediu valendo-se da proximidade de Porto Alegre e contando não apenas com a atividade agrícola mas com a industrial, que surgiu por existirem entre os colonos já estabelecidos muitos artesãos. A colônia de Rio Negro, por seu isolamento e condições difíceis de acesso, não teve êxito. Só bem mais tarde recebeu nova leva de alemães procedentes de Joinvíle, iniciando fase de desenvolvimento. A colônia de São Pedro de Alcântara, localizada no caminho Florianópolis - Lages, não regrediu, porém até hoje contínua na categoria de povoado, embora próspero.
Depois destes núcleos, a colonização esteve interrompida por alguns anos; foi reiniciada pelo governo das províncias, ainda com imigrantes alemães.
Restaurando-se a colonização, os núcleos contribuíram para realizar a expansão do povoamento para oeste. Das cinco colônias instaladas, as principais foram Santa Cruz e Santo Ângelo. O objetivo do estabelecimento destes núcleos' (abertura das comunicações e o tráfego entre a depressão do Jacuí e os campos do planalto) foi alcançado: a zona serrana entre São Leopoldo e Santa Cruz, até então coberta de florestas e penetrada somente por alguns "intrusos" luso-brasileiros, passou a ser chamariz para especuladores e capitalistas que se assenhorearam de consideráveis áreas, loteando-as e vendendo aos colonos oriundos de São Leopoldo ou chegados da Alemanha.
A obra colonizadora prosseguiu rumo a oeste e logo a área da encosta da Serra Geral povoado por germânicos estendeu-se de Torres às proximidades de Santa Maria. Entre os núcleos coloniais figuram Conventos (1853), Estrela (1853), Teutônia (1858), Arroio do Meio (1853) e São Lourenço (1858). Pelo Rescrito de Heydt (1859), interrompeu-se a imigração alemã, porém continuou a expansão das colônias.
Em 1870 e 1871 vieram novos imigrantes - italianos - encaminhados inicialmente para três colônias: Caxias, Garibaldi e Bento Gonçalves, na encosta superior do Planalto. O êxito foi de tal monta que, em seguida, seriam criadas outras como Alfredo Chaves (atual Veranópolis) e Antônio Prado.
Após a Proclamação da República, o movimento colonizador atingiu o auge, dele passando a participar também imigrantes de outras etnias (russos, poloneses, suecos). As terras de Mata da parte ocidental do Estado foram ocupadas, muito contribuindo para isto a construção da Estrada de Ferro São Paulo-Rio Grande e de seus ramais para oeste. As colônias que serviram de base à expansão do povoamento nas matas do rio Uruguai foram: Erechim (1908), Santa Rosa (1915) e Guarita (1917).
Completou-se, assim, a ocupação do Rio Grande do Sul, caracterizando-se pela presença dos luso-brasileiros nas áreas campestres e do imigrante europeu e de seus descendentes nas zonas florestais.
Em Santa Catarina a colonização oficial teve pouco êxito; os méritos couberam à particular. Duas áreas se distinguiram, uma antiga, colonizada ainda no século XIX, e outra nova, ocupada no século XX. A primeira corresponde à encosta dissecada do  Planalto onde se estabeleceram alemães e italianos; a outra, à parte ocidental do Estado onde a ocupação baseou-se em colonização mista, feita sobretudo com elementos nacionais e descendentes de antigos colonos vindos do noroeste do Rio Grande do Sul.
Na zona antiga sobressaíram as colônias alemãs de Joinville, Blumenau e Brusque, fundadas entre 1850 e 1860, responsáveis pela expansão do povoamento em todo o vale do Itajaí, e as italianas (1836) na bacia do rio Tijucas (Nova Itália e Nova Trento) e, a partir de 1875, na zona litorânea meridional, especialmente nos vales do Tubarão e do Urussanga. Entre estas zonas e a nova  estendia-se uma área na qual o povoamento se efetuara na segunda metade do século anterior com a penetração de paulistas que a atravessavam para chegar às áreas campestres do Estado; em função da criação de gado seria reforçado ou realmente realizado com a colonização européia. Trata-se do planalto de Canoinhas, cortado no início do povoamento pelo "caminho do sul"; Porto União (1769) é desta fase. Em 1870 uma corrente povoadora oriunda de Joinville estabeleceu-se na colônia de São Bento; seguiram-se outras menores. A expansão foi favorecida, a partir de 1910, pela ligação ferroviária entre Porto União e Joinville. Esta zona, apesar da freqüência de núcleos de colonização européia, não se desenvolveu como as restantes do Planalto Cristalino.
Na zona nova, a do oeste, o movimento colonizador aproveitou o vale do rio do Peixe e a ferrovia como eixos para a sua expansão. A Estrada de Ferro São Paulo-Rio Grande, vendendo glebas a companhias particulares rio-grandenses e atraindo imigrantes e excedentes das velhas colônias, estimularia o povoamento feito sobretudo com alemães e italianos. Houve também ação de companhias teuto-brasileiras (vale do Peperi-Guaçu) e no extremo da área, a de povoadores vindos do leste que se entrosaram com a Frente Pioneira proveniente do Rio Grande do Sul.
No Paraná a colonização variou quanto ao seu processo e quanto à constituição dos elementos colonizadores, por dois motivos: condições geográficas do Estado e tardio interesse pela colonização.
O litoral acanhado e insalubre e a serra cristalina estreita e de encosta Íngreme, fizeram fracassar as primeiras colônias fundadas por italianos e franceses, bem como a colônia federal de Açungui. A coincidência do desenvolvimento colonizador com o Rescrito de Heydt restringiu o número de germânicos; poloneses e ucranianos foram mais numerosos.
As condições naturais influíram de tal maneira que se distinguiram duas situações: a que adveio da colonização processada no Primeiro e no Segundo Planalto até 1920 e a que se realizou no oeste, a partir daquele ano.
No Primeiro e no Segundo Planalto as colônias foram pequenas e isoladas. A explicação é fácil: localizaram-nas em zonas mistas de Mata e Campo. Como os trechos florestais onde se estabeleceram os núcleos formavam pequenas manchas e os Campos que os separavam cobriam grandes extensões, as colônias ficaram como "ilhas" nestes Campos. Duas foram estas zonas: uma nos arredores de Curitiba e outra em torno de Ponta Grossa, Palmeira e Lapa.
Em Ponta Grossa criaram uma grande colônia, "Rodrígo Otávio", composta de 17 núcleos; em Palmeira instalaram a de "Sinimbu" formada
por 6 núcleos; e no município de Lapa fundaram os núcleos de Wirmond, Marienthal e Johannisdorf.
No trecho ocidental do Segundo Planalto houve colônias maiores, aproveitando as Matas de Araucárias e a presença da Estrada de Ferro São Paulo-Rio Grande. A principal foi a de Prudentópolis, estadual, iniciada em 1896, a maior de composição eslava. Entre 1907 e 1914 chegaram alguns milhares de alemães e quase 30.000 poloneses e ucranianos. O governo federal instalou a maior parte deles em colônias que criou ao longo da ferrovia. Das que tiveram êxito citam-se as de Gonçalves Júnior (1908) e Vera Guarani (1909).
O oeste do Estado (Terceiro Planalto) pode ser dividido em duas áreas quanto ao povoamento: a setentrional, conhecida como norte do Paraná, já referida, e o oeste propriamente dito, onde não houve uma colonização européia específica, mas a expansão natural
dos imigrantes europeus ou de seus descendentes. Nesta segunda, ocupada desde o início do século XIX em seus trechos campestres de Palmas, Guarapuava, Clevelândia, Campo Erê, Xagu e, mais tarde, com as colônias de Chopim (1882) e Foz do Iguaçu (1889) que o governo instalou para preservar a posse do território em face da questão de limites com a Argentina, a colonização evoluiu lentamente até 1930, quando a construção de estradas de rodagem acabou com seu isolamento e facilitou a canalização de povoadores para suas matas.
O povoamento ampliou-se sob o signo da colonização oficial e particular, ou livremente com a ocupação de terras devolutas ou privadas, deixadas em abandono. Das colônias governamentais a principal foi Bom Retiro (1918) denominada posteriormente Pato Branco.
Entre as particulares, Santa Bárbara, no atual município de Palmas e Virmond ou Coronel Queiroz, no de Laranjeiras do Sul, foram as que alcançaram estágio mais elevado. Delas resultou povoamento irregular e em grande parte dos casos não permanente.
A outra modalidade de colonização, a ocupação espontânea e desordenada feita com caboclos e colonos que se apossavam indiferentemente das terras, firmou-se à medida que se dava a abertura de estradas pelas quais penetravam.
Visando à ocupação definitiva das terras após o trabalho desses exploradores dos ervais e pinhais ou espalhadores de roças em terrenos devolutos, o governo reorganizou a colonização através do Departamento de Terras e Colonização do Estado, fundando
entre outras colônias Cantu, Piquiri, Goio-Bang e Goioerê. Seguiram-se companhias particulares que venderam terras a colonos vindos de Santa Catarina, Rio Grande do Sul e do próprio Estado.
No divisor de águas do Ivaí-Piquiri as correntes povoadoras chegam também do norte do Paraná; o movimento data de poucos anos (1951) e faz-se com paulistas e nordestinos vindos de São Paulo. Enfim, a ocupação do oeste foi irregular, em núcleos isolados, sem a presença da Frente Pioneira clássica observada no norte do Estado.
O povoamento do Paraná completou-se nos últimos anos com elementos provenientes do noroeste do Rio Grande do Sul, na Zona do Rio do Peixe (SC) e das próprias colônias eslavas do Estado.
A colonização européia influiu de modo considerável no povoamento da Região Sul, contribuindo para elevá-la à posição que hoje desfruta no País, não somente sob o aspecto populacional mas, sobretudo, pelo econômico e social. Ela constituiu, em suma, um reforço para a agricultura e para a indústria, no que diz respeito à força de trabalho, aos capitais e às técnicas.
O povoamento que assim se processou no Sul do Brasil, tão intimamente ligado às condições naturais da Região, influiu não apenas sobre a distribuição atual da população, mas sobre sua organização econômica e social. Dele resultou a terceira concentração demográfica do País, com população que, exercendo atividades econômicas variadas, concorreu para a formação de paisagens culturais diversas.
Neste quadro distinguem-se, em primeiro lugar e nitidamente, duas áreas: o sul tropical e o subtropical. A parte tropical, constituída pelo norte do Paraná, embora bastante exígua em relação à extensão total da Região, tem características especiais condicionadas ao desenvolvimento econômico e cultural que nela ocorreu com a marcha do café, estabelecida com a derrubada da floresta pluvial que a cobria.
É fundamental a diferença entre estas terras ao norte do trópico de Capricórnio e as que se encontram ao sul, nas quais a vegetação de Campos Limpos e de Matas determinou o aparecimento de duas paisagens típicas: a das regiões campestres latifundiárias pastoris e a das áreas florestais agrícolas de pequenas propriedades.
O sul tropical foi transformado rapidamente pelo café, que o fez passar de área desabitada à mais próspera do Estado, com um desenvolvimento agrícola incentivado pela expansão dos mercados urbanos e pela industrialização no setor de bens primários.
O sul subtropical estruturou-se em função da produção de gêneros alimentícios destinados ao mercado interno, à qual se vincula a maior parte de suas indústrias.
Estas diferenciações mais evidentes contribuem de modo especial para que os aspectos gerais econômicos e sociais façam do Estado do Paraná uma área de organização espacial e, conseqüentemente, de comportamento e evolução demográficas bastante diversos
dos outros dois Estados integrantes da Região.
Diferenciações em escala menor ocorrem, porém, em zonas menos extensas, com características próprias, resultantes de condições naturais locais e de sua evolução histórico-econômica. Por isto, não são iguais as Zonas Coloniais Velhas e Novas do Brasil Meridional; o litoral de Santa Catarina e a faixa de terra correspondente nas outras Unidades Federativas; a área de pecuária dos Campos Gerais e a da Campanha Gaúcha, discrepâncias em termos de comparação estadual que necessariamente repercutem na evolução e distribuição das populações urbanas e rurais, nas densidades demográficas, na evolução e nas atividades econômicas da população, já que esta "é o reflexo de todas as condições que influem sobre a combinação geográfica".

## Cronologia por século
- XVI: Inicia a colonização espanhola no Guayrá
- XVII: Destruição das reduções jesuíticas do Guayrá, fundação das reducões de Tapes. Incursões banderirantes.
- XVIII: Início da pecuária, produção charqueado em Pelotas.
- XIX: A pecuária argentina e uruguaia ameaçam a economia sulina. O mesmo fenômeno de encarecimento da produção que ocorreu no Nordeste do século XVIII chegou ao Sul. A guerra dos Farrapos acabou sendo inevitável. A imigração alemã e padânica no norte do RS faz a demografia gaúcha, tornando o RS uma das maiores províncias do país. O RS é o primeiro estado do Sul onde a imigração gerou um grande fator de crescimento demográfico se somando ao anterior ciclo da pecuária no RS meridional.
- XX: A imigração impacta finalmente o PR e SC. O Sul passa a ter a segunda economia do país, superando o Nordeste.
- XXI: A forte emigração pelo encarecimento das terras gera uma migração de capital humano da região rumo ao Centro-Oeste e países vizinhos. Isso faz a participação da região pela primeira vez em séculos decair no conjunto demográfico do país.